# Euchlaena marginaria
Euchlaena marginaria är en fjärilsart som beskrevs av Minot 1869. Euchlaena marginaria ingår i släktet Euchlaena och familjen mätare. Inga underarter finns listade i Catalogue of Life.